# کی پارکر
کی تیلور پارکر (به انگلیسی: Kay Taylor Parker؛ ۲۸ اوت ۱۹۴۴ – ۱۴ اکتبر ۲۰۲۲) یک بازیگر پیشین پورنوگرافی و مؤلف اهل بریتانیا بود که بعدها به‌عنوان مشاور و مربی متافیزیک فعالیت کرد. او نویسنده شرح حال «تابو: مقدس، دست نزن» بود که زندگی او از جمله کار او به‌عنوان بازیگر در فیلم‌های پورنوگرافی بزرگسالان را شرح می‌دهد.